# Washington County (Kentucky)
Washington County ist ein County im Bundesstaat Kentucky der Vereinigten Staaten. Der Verwaltungssitz (County Seat) ist Springfield. Das U.S. Census Bureau hat bei der Volkszählung 2020 eine Einwohnerzahl von 12.027 ermittelt.

## Geographie
Das County liegt etwas nördlich des geographischen Zentrums von Kentucky und hat eine Fläche von 781 Quadratkilometern, wovon zwei Quadratkilometer Wasserfläche sind. Es grenzt im Uhrzeigersinn an folgende Countys: Anderson County, Mercer County, Boyle County, Marion County und Nelson County.

## Geschichte
Washington County wurde am 22. Juni 1792 aus Teilen des Nelson County gebildet. Benannt wurde es nach Präsident George Washington.
Insgesamt sind 69 Bauwerke und Stätten des Countys im National Register of Historic Places eingetragen (Stand 21. Oktober 2017).

## Demografische Daten
Nach der Volkszählung im Jahr 2000 lebten im Washington County 10.916 Menschen in 4.121 Haushalten und 3.020 Familien. Die Bevölkerungsdichte betrug 14 Einwohner pro Quadratkilometer. Ethnisch betrachtet setzte sich die Bevölkerung zusammen aus 90,62 Prozent Weißen, 7,51 Prozent Afroamerikanern, 0,16 Prozent amerikanischen Ureinwohnern, 0,28 Prozent Asiaten und 0,61 Prozent aus anderen ethnischen Gruppen; 0,82 Prozent stammten von zwei oder mehr Ethnien ab. 1,60 Prozent der Bevölkerung waren spanischer oder lateinamerikanischer Abstammung.
Von den 4.121 Haushalten hatten 33,1 Prozent Kinder und Jugendliche unter 18 Jahre, die bei ihnen lebten. 59,5 Prozent waren verheiratete, zusammenlebende Paare, 10,0 Prozent waren allein erziehende Mütter, 26,7 Prozent waren keine Familien, 24,0 Prozent waren Singlehaushalte und in 11,4 Prozent lebten Menschen im Alter von 65 Jahren oder darüber. Die Durchschnittshaushaltsgröße betrug 2,57 und die durchschnittliche Familiengröße lag bei 3,03 Personen.
Auf das gesamte County bezogen setzte sich die Bevölkerung zusammen aus 25,3 Prozent Einwohnern unter 18 Jahren, 8,8 Prozent zwischen 18 und 24 Jahren, 27,9 Prozent zwischen 25 und 44 Jahren, 23,1 Prozent zwischen 45 und 64 Jahren und 15,0 Prozent waren 65 Jahre alt oder darüber. Das Durchschnittsalter betrug 37 Jahre. Auf 100 weibliche Personen kamen 96,6 männliche Personen. Auf 100 Frauen im Alter von 18 Jahren alt oder darüber kamen statistisch 91,9 Männer.

Das jährliche Durchschnittseinkommen eines Haushalts betrug 33.136 USD, das Durchschnittseinkommen der Familien betrug 39.240 USD. Männer hatten ein Durchschnittseinkommen von 27.624 USD, Frauen 21.593 USD. Das Prokopfeinkommen betrug 15.722 USD. 10,3 Prozent der Familien und 13,5 Prozent der Bevölkerung lebten unterhalb der Armutsgrenze. Davon waren 14,4 Prozent Kinder oder Jugendliche unter 18 Jahre und 19,6 Prozent waren Menschen über 65 Jahre.

## Orte im County
- Battle
- Bearwallow
- Booker
- Briartown
- Brush Grove
- Cardwell
- Cisselville
- Croakes
- Deep Creek
- Fairview
- Fredericktown
- Hardesty
- Jenkinsville
- Jimtown
- Litsey
- Mackville
- Manton
- Maud
- Mooresville
- Pleasant Grove
- Polin
- Pottsville
- Pulliam
- Rineltown
- Seaville
- Sharpsville
- Simstown
- Springfield
- Tablow
- Tatham Springs
- Texas
- Thompsonville
- Valley Hill
- Willisburg